# 메모리 (2023년 영화)
"메모리"(영어: Memory)는 2023년 개봉한 멕시코, 미국의 드라마 영화로, 미셸 프랑코가 감독을 맡았다. 제80회(2023년) 베네치아 영화제 황금사자상 경쟁후보작이다.